# Der Mann mit den drei Frauen
Der Mann mit den drei Frauen är en operett i  tre akter med musik av Franz Lehár och libretto av Julius Bauer. Premiären ägde rum den 21 januari 1908 på Theater an der Wien i Wien.

## Personer
- Hans Zipser, föreståndare för en resebyrå i Wien
- Baron Hühneberg, ägaren av resebyrån
- Lori Zipser, Hans hustru
- Coralie, Hans älskarinna i Paris
- Olivia, Hans älskarinna i London
- Major Ricardon, ledare för en kadettskola i Paris

## Handling
Hans Zipser arbetar som föreståndare och reseledare för en resebyrå i Wien, där han också bor med sin hustru Lori. Samtidigt håller han sig med var sin älskarinna i Paris och London. Å tjänstens vägnar reser han ofta till dessa städer och passar då på att träffa sina älskarinnor. I Paris är det Coralie, en före detta balettdansös, och i London är det Olivia, en hotellägarinna. Hans chef baron Hühneberg är mycket betagen i Zipsters fru Lori. Hon avvisar honom dock med förklaringen att hon redan är gift. Hühneberg berättar för Lori om hennes makes äventyr i Paris och London, men hon tror inte på honom. Då ser han till att hon skriver under ett papper i vilket hon frivilligt inlåter sig i ett kärleksförhållande med baronen om han (Hühneberg) kan skaffa fram bevis på hennes makes otrohet. Under tiden har Hans återigen rest till Paris, där han träffar Coralie. Praktiskt nog har Hans låtit installera resebyråns Parisfilial i omedelbar närhet till Coralies hus. Baron Hühneberg och Lori reser efter Hans och Lori får veta sanningen om sin makes otrohet. Trots det försöker hon komma ur sitt löfte. Hans reser vidare till London för att träffa Olivia på hennes hotell, där han dessutom har resebyråns Londonfilial. För Hans börjar det snart osa katt. Lori, Coralie och baronen har följt efter honom till London. De tre kvinnorna träffas och ställer till en scen inför Hans. Men det värsta för Hans är den överenskommelse mellan baronen och Lori som han får reda på. Han blir våldsamt svartsjuk och börjar tala om skilsmässa. Men i slutändan ordnar allt upp sig och Hans stannar hos sin hustru.

## Musiknummer
Nr. 1 Introduktion: Mein Herr, mein Herr ich bitte sehr (Butzi, Chor)
Nr. 2 Lied: Strohwitwe sein...Mein Kind so tröst dich doch (Lori, Hans, Butzi)
Nr. 3 Duett: Bienchen summt nicht mehr ...Ich liebe meine Häuslichkeit (Lori, Hans)
Nr. 4 Lied: Das haben die Weiber so gern...Ach der Mann kommt leicht zu Falle (Hans) 
Nr. 5 und 5a Szene: Bitte lesen Sie ..... Rächen, rächen will ich mich (Lori, Baron, Wendelin)
Nr. 6 Tanzduett: Böser Mann, hör mal an (Lori, Hans)
Nr. 7 Finale I: Das Lied von der Roten Mühle (Alle bisherigen)
Nr. 8 Introduktion (zum 2. Akt): Eins, zwei, immer exerzieren (Major)
Nr. 9 Lied: Rosen ohne Zahl (Coralie)
Nr. 10 Walzer-Duett: Liebchen komm (Coralie, Major)
Nr. 10a Melodram: War das wieder eine schöne Geschichte (Coralie, Lori)
Nr. 11 Terzett: Ich bin eine Frau von Temperament (Lori, Coralie, Hans)
Nr. 12 Signal-Duett: Es wär so schön im Menschenleben (Lori, Hans)
Nr. 13 Tanz und Melodram: Ach, Rosen ohne Zahl (Coralie, Pensionärinnen)
Nr. 13a Szene: Kommt herbei (Pensionärinnen)
Nr. 14 Finale II: Szene (Alle bisherigen)
Nr. 14a Intermezzo (Orchester)
Nr. 15 Couplet: So wird halt jede Nation selig nach ihrer Facon (Hans)
Nr. 16 Tanz-Duett: Kenne gar viele Damen (Coralie, Major)
Nr. 17 Sextett: Mein überzärtliches Gemüt (Lori, Coralie, Olivia, Major, hans, Baron)
Nr. 18 Finale III (Schlussgesang): Nun marschieren wir nach Wien (Alle)